# اچ‌ام‌اس آمریکا (۱۸۱۰)
اچ‌ام‌اس آمریکا (۱۸۱۰) (به انگلیسی: HMS America (1810)) یک کشتی بود که طول آن ۱۷۶ فوت (۵۴ متر) بود. این کشتی در سال ۱۸۱۰ ساخته شد.